# Harry Luck

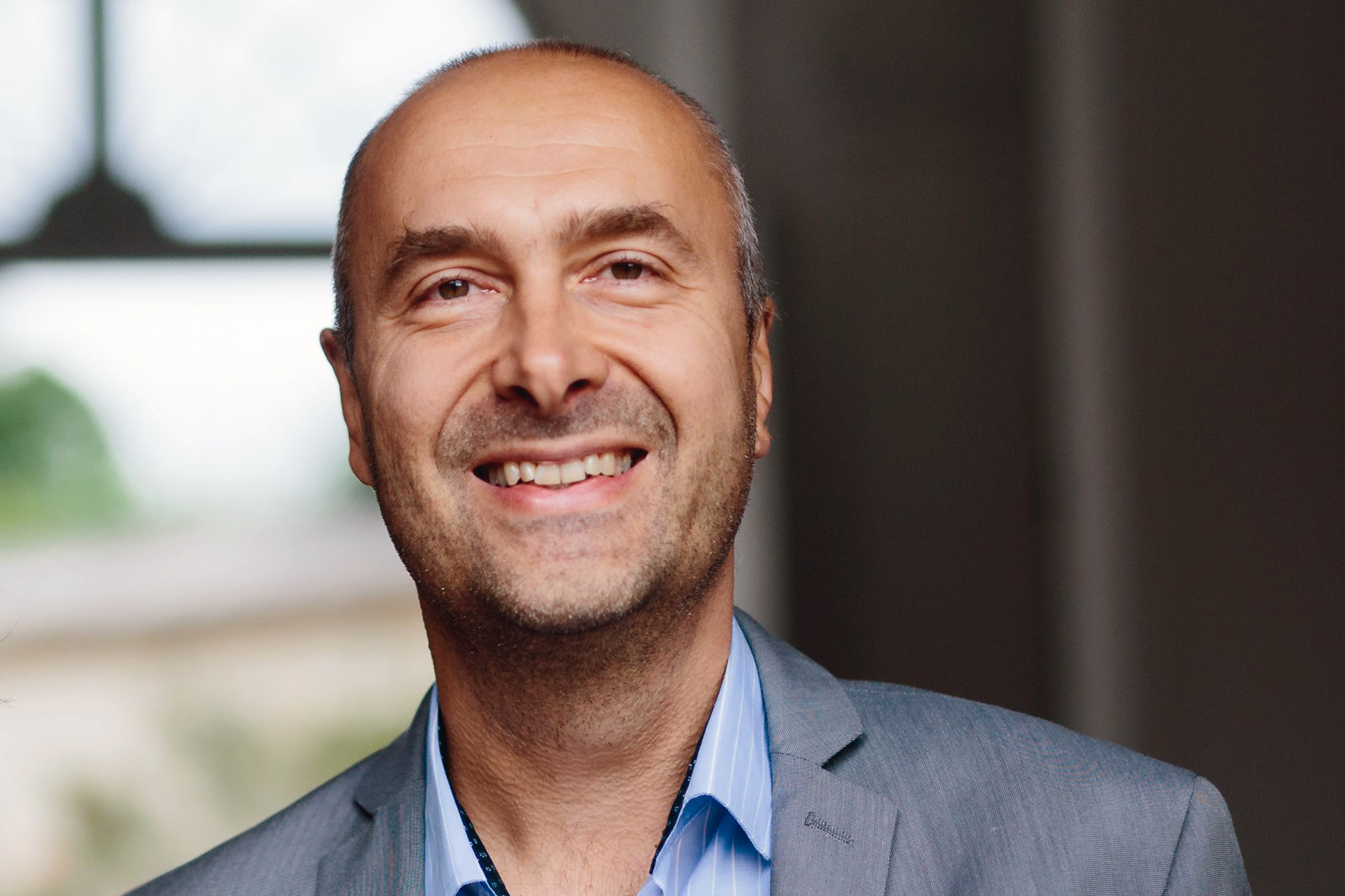
Harry Luck (2018)

Harry Luck (* 11. September 1972 in Remscheid) ist ein deutscher Autor und Journalist.

## Leben und Wirken
Harry Luck arbeitete nach seiner Ausbildung zum Redakteur beim Remscheider General-Anzeiger (1993/94) und als freier Journalist für Zeitungen und Hörfunk. In München studierte er Politikwissenschaft (1995/2000) an der Hochschule für Politik München und schrieb eine Diplomarbeit über den „Schutz des Persönlichkeitsrechts durch Gesetz und journalistisches Standesrecht“. Er war Nachrichtenredakteur beim Bayerischen Rundfunk (1997), anschließend Münchner Korrespondent für die Nachrichtenagentur AP (1997/1999).
Von 1999 bis 2004 leitete er das Münchner Landesbüro der Nachrichtenagentur ddp. Nach einer kurzen Zwischenstation als Politikchef bei der Münchner Abendzeitung arbeitete er von 2005 bis 2006 als Chef vom Dienst in der Berliner ddp-Zentralredaktion und wechselte 2006 als Nachrichten-CvD zu FOCUS Online.
Im Juli 2007 rückte er, als Nachfolger von Iris Mayer, zum stellvertretenden Nachrichtenchef von FOCUS Online auf. Im Juni 2012 wurde er Leiter der Presse- und Öffentlichkeitsarbeit im Erzbistum Bamberg und Pressesprecher des Bamberger Erzbischofs. Seit 2016 ist er Lehrbeauftragter an der Fakultät für Geistes- und Kulturwissenschaften der Otto-Friedrich-Universität Bamberg. Er ist verheiratet mit der Journalistin und Autorin Nadine Luck.

## Positionen

### Diskussion um Namen des Ernst-Moritz-Arndt-Gymnasiums Remscheid
Harry Luck setzte sich als Schüler von 1988 bis 1992 für eine Umbenennung des Remscheider Ernst-Moritz-Arndt-Gymnasiums ein, zuerst mit einem Brief an Ministerpräsident Johannes Rau, später mit einer Veröffentlichung in der Schülerzeitung. In der darauf folgenden öffentlichen Diskussion wurde eine Arbeitsgruppe aus Schülern und Lehrern gegründet, die sich 1991 wegen Arndts rassistischen und antisemitischen Äußerungen dafür aussprach, die Schule von diesem Namen zu entlasten, den sie in der Nazizeit erhielt. Die Fachkonferenz Religion verabschiedete eine Resolution, in der Arndt als Namensgeber für die Schule als „nicht haltbar“ abgelehnt wurde. Als Begründung wurde Arndts „heidnisch-atheistische“ Agitation genannt, mit der zur Wirkungsgeschichte des Antisemitismus beigetragen wurde, „die in der Schoa des jüdischen Volkes gipfelte“. Diesem Votum folgte die Lehrerkonferenz, die Schulkonferenz lehnte im Frühjahr 1992 eine Umbenennung ab.
2004/2005 kam es zu einer neuerlichen Diskussion über den Schulnamen, in deren Verlauf Luck sich mit einem Meinungsbeitrag im „Remscheider General-Anzeiger“ äußerte. Den Contra-Beitrag lieferte der ehemalige Schüler und Journalist Sascha Lehnartz. 2006 lehnte der Remscheider Stadtrat den Antrag der Schule auf Umbenennung in Richard-von-Weizsäcker-Gymnasium mit knapper Mehrheit ab. Nach dem Namensstreit an der Universität Greifswald 2017 wurde Luck erneut vom lokalen Radiosender RSG zum Thema interviewt.
Im Jahr 2021 kam es zu einer weiteren Namensdiskussion, in deren Verlauf Luck als Initiator der Debatte in den 80er und 90 Jahren interviewt wurde. Er betonte, ein Hauptargument für die Umbenennung sei die Begründung der Nationalsozialisten gewesen, Arndt sei „Vorkämpfer für das Dritte Reich“. Zudem sei das „EMA“ heute als „Schule ohne Rassismus – Schule mit Courage“ ausgezeichnet. Nachdem sich nun an der Schule eine Mehrheit für eine Umbenennung aussprach, entschied im November 2021 der Stadtrat als Schulträger zum 1. Januar 2022 die Namensänderung. Der Stadtrat folgte dem Vorschlag der Schule und stimmte dem Namen Emma-Herwegh-Gymnasium zu.

### Initiative „Kein Lebkuchen vor dem 1. Advent“
Als Gründer der Facebook-Initiative „Kein Lebkuchen vor dem 1. Advent“ wies Luck in Beiträgen und Interviews darauf hin, dass mit dem frühzeitigen Verkauf von Advents- und Weihnachtsartikeln ab August der Sinn der Adventszeit entleert würde. Dabei nahm er wiederholt Bezug auf die Initiative „Advent ist im Dezember“ der evangelischen Kirche.

## Werke
Romane
- 2003 „Der Isarbulle“, Emons, Neuauflage 2012 bei Allitera
- 2004 „Rotes Wasser“, Egmont Horizont, mit Thomas Grimmer als „Chris Winterberg“
- 2004 „Schwarzgeld“, KBV, Neuauflage 2011 bei Allitera
- 2005 „Wiesn-Feuer“, KBV, Neuauflage 2014 bei Allitera
- 2007 „Absolution“, KBV
- 2008 „Das Lächeln der Landrätin“, KBV
- 2011 „Lachen und Schießen“, Emons
- 2012 „Kreuther Komplott“, Emons
- 2014 „Versuchung“, Gabriel
- 2015 „Bamberger Hörnla“, Emons
- 2016 „Bamberger Fluch“, Emons
- 2017 „Bamberger Zauber“, Emons
- 2018 „Bamberger Seidla“, Emons
- 2020 „Der Franken-Bulle“, Emons
- 2021 „Bamberger Reiter“, Emons
- 2023 „Bamberger Beichte“, Emons

Kurzgeschichten
- 1999 „Der Dicke in Italien“ in: „Pizza Mafiosa“, Tomus
- 2005 „Das ewige Grab im Starnberger See“ in: Eßer, Angela (Hrsg.) „Tatort Bayern“, Grafit
- 2009 „Baywatch am Ammersee“ in: Thomas, Sabine (Hrsg.) „Tatort Ammersee“, Gmeiner
- 2010 „Silver Surfer“ in: Thomas, Sabine (Hrsg.) „Tod am Starnberger See“, Gmeiner
- 2010 „April in Love“ in: „Mordsjahr - 12 Bergische Krimis“, Gardez
- 2011 „Bauerngulasch“ in: „Mörderisches Chiemgau“, Pendragon
- 2011 „Kreuther Geschnetzeltes“ in: Thomas, Sabine (Hrsg.) „Tod am Tegernsee“, Gmeiner
- 2014 „Harry, fahr schon mal in Hückeswagen vor“ in: „Heute dichter Schneefall“, dtv
- 2015 "Alles zu seiner Zeit" in "Schneefrei – die schönsten Wintergeschichten", dtv
- 2016 "Ansichtskarten schreiben: Urlaubsgrüße mit Pfeil und Stil" in: "Urlaubslesebuch", dtv

Weitere Publikationen
- 1998 „CDU - Das schwarze Parteibuch“, Tomus
- 1999 „Fit for Computer - Das ultimative Handbuch für User, Hacker, Online-Freaks“, Tomus
- 1999 „Handy Buch“, Tomus
- 2000 „Internet - ein fröhliches Wörterbuch für Web-Master, Online-Profis, Chat-Kranke und Cyber-Casanovas“, Tomus
- 2003 „Herzlichen Glückwunsch, Papa! - Ein Buch für alle, die ihrem Vater, Daddy, Paps, Ernährer immer schon mal sagen wollten, wie lieb sie ihn haben“, Tomus
- 2013 „Wie spießig ist das denn?“, Blanvalet
- 2023 „111 Orte im und am Bamberger Dom, die man gesehen haben muss“ (gemeinsam mit Norbert Jung und Dominik Schreiner), Emons